# 박제상유적
박제상유적(朴堤上遺蹟)은 울산광역시 울주군 두동면 만화리와 범서면 척과리에 걸쳐 있는 신라의 관료 및 충신 박제상의 유적지이다.

## 개요
박제상은 신라 눌지왕(재위 417∼458) 때 활동한 충신이다.『삼국사기』에는 신라 시조 혁거세(赫居世)의 후손으로 제5대 파사이사금의 5대 손이며, 할아버지는 아도갈문왕(阿道葛文王), 아버지는 파진찬(波珍飡) 물품(勿品)으로 기록되어 있다.
당시 신라는 고구려 및 왜와 우호적인 관계를 유지하기 위해 내물왕의 둘째아들 복호를 고구려에, 셋째아들 미사흔을 왜에 볼모로 보내었다. 내물왕의 큰아들인 눌지왕은 즉위 후 두 동생을 고구려와 왜로부터 구출하기 위해 박제상을 천거하였다. 
박제상은 양산(梁山) 지방의 토호 세력으로서 삽량주간(歃良州干)이라는 직책에 있었다. 그는 418년(눌지왕 2) 왕명을 받들어 고구려에 가서 장수왕을 언변으로 회유하여 복호를 구출하고 무사히 귀국하였다. 다시 왜국에 인질로 가 있는 미사흔을 구출하기 위해 부인의 간곡한 만류를 뿌리치고 왜로 떠났다. 미사흔의 구출에는 성공하였으나, 자신은 붙잡히고 말았다. 왜왕은 박제상을 신하로 삼기위해 협박과 감언이설로 회유했으나, 박제상은 끝내 신라에 대한 충정을 지키다가 참형을 받아 죽었다. 
이러한 사실이 알려지자 눌지왕은 그의 죽음을 애통해 하며 그를 대아찬으로 추증하고, 부인을 국대부인(國大夫人)으로 책봉하였으며, 둘째 딸을 미사흔의 아내로 삼게 하였다.

### 치산서원지
치산서원지는 치산서원의 옛터이다. 치산서원은 1745년(영조21) 박제상과 그의 부인인 금교부인(金校夫人) 및 두 딸의 충혼을 기리기 위해 세워진 것이다. 서원 안에는 박제상을 모신 충렬묘(忠烈廟)와 금교부인을 모신 신모사(神母祠), 두 딸을 모신 쌍정려(雙旌閭)가 있었다고 전해진다. 1990년부터 복원을 시작하여 지금의 모습을 갖추었다.
- 치산서원지 : 울주군 두동면 만화리 산30-2번지

### 망부석과 은을암
울주군 두동면 월평리 및 범서읍 척과리에 있는 바위로, 박제상의 부인 치술신모와 관련이 있다. 구전에 의하면, 왜로 간 박제상이 죽임을 당하자 부인이 남편을 사모하는 마음을 가누지 못하고 두 딸과 함께 치술령에 올라가 왜국을 바라보다 통곡하다 죽었다고 한다. 몸은 돌로 변해 망부석이 되었고, 혼은 새가 되어 바위에 숨었다고 전해진다. 뒤에 사람들이 새[乙]가 숨은[隱] 바위[巖]를 은을암(隱乙巖)이라 하였다. 
- 망부석 : 울주군 두동면 월평리 산156
- 은을암 : 울주군 범서읍 은을길 272

## 같이 보기
- 박제상

## 참고 자료
- 박제상유적 - 국가유산청 국가유산포털